# Gamla torget, Uppsala

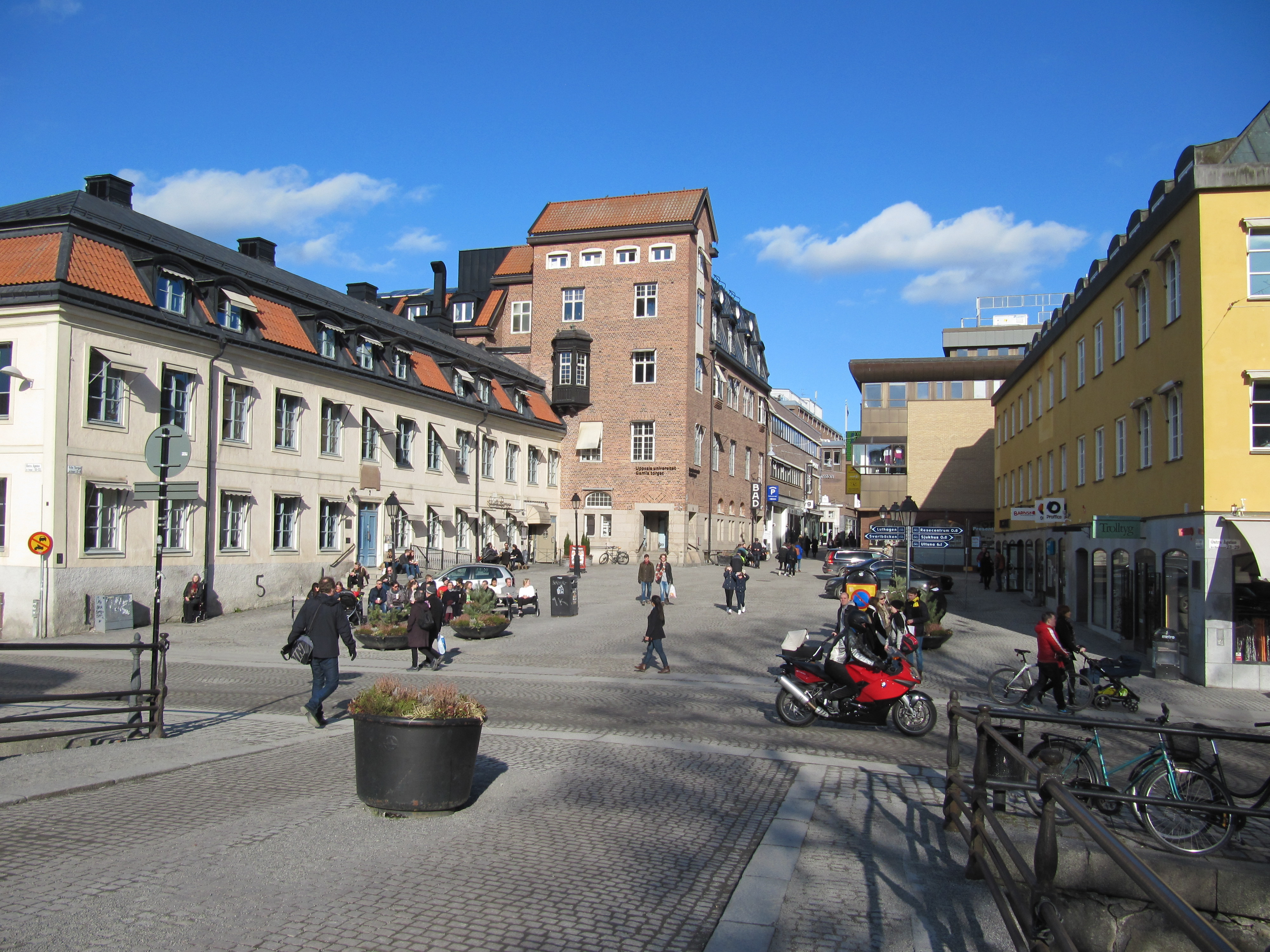
Gamla torget sett från Dombron.

Gamla torget är ett torg i centrala Uppsala, i hörnet av Östra Ågatan och Sankt Persgatan. 
Vid Gamla torget finns bland annat Statsvetenskapliga institutionen vid Uppsala universitet och Centralbadet. 

## Historia
Torget har funnits sedan medeltiden och var under ett par hundra år stadens huvudtorg. Vid torget låg det viktiga rådhuset med stadens styrelse och domstol. Namnet "Gamla torget" kom till 1643 när en stor stadsreglering genomfördes. Rådhuset brann ner i den stora stadsbranden i Uppsala 1702, och dess verksamhet förlades därefter i en byggnad vid Stora torget. Stora torget med rådhuset blev sedan under trehundra år centrum för stadens förvaltning och Gamla torget förlorade sin ledande ställning.